# Quercus minima
Quercus minima là một loài thực vật có hoa trong họ Cử. Loài này được (Sarg.) Small miêu tả khoa học đầu tiên năm 1897.

## Hình ảnh

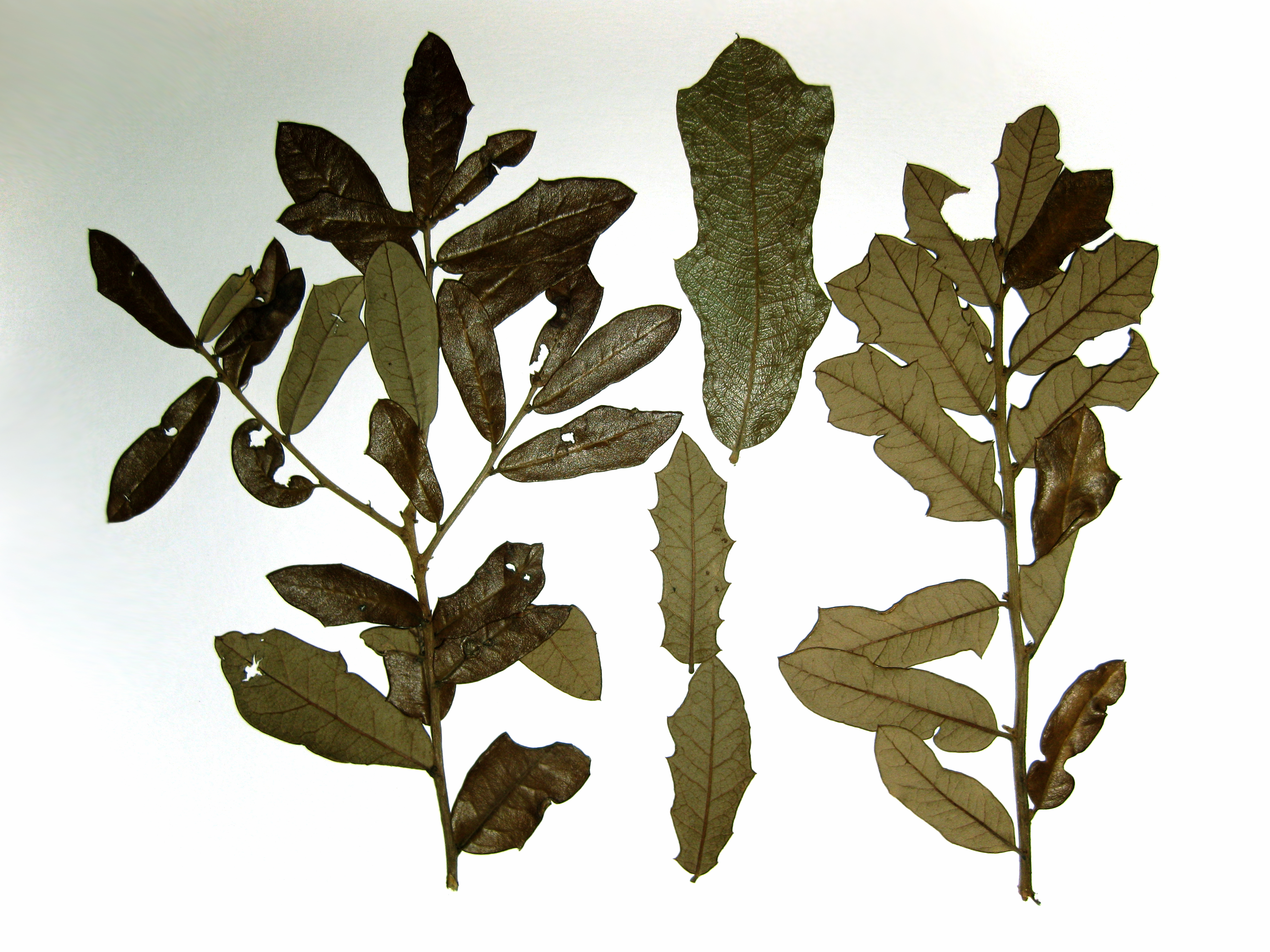